# سفارت ایالات متحده آمریکا در لاهه
سفارت ایالات متحده آمریکا در لاهه (به هلندی: Ambassade van de Verenigde Staten in Nederland) یک منطقهٔ مسکونی و نمایندگی سیاسی ایالات متحده آمریکا در هلند است که در واسنار واقع شده‌است.